# Ted Drake
Edward Joseph "Ted" Drake (16. august 1912 – 30. maj 1995) var en engelsk fodboldspiller, der tilbragte størstedelen af sin karriere som angriber hos Arsenal F.C. i den bedste engelske liga. Her opnåede han stor succes og var i en årrække klubbens farligste angriber. Han optrådte desuden for det engelske landshold.
Efter afslutningen på sin karriere blev Drake manager, og førte blandt andet Chelsea F.C. til klubbens første engelske mesterskab.

## Klubkarriere
Drake spillede de første tre år af sin karriere hos Southampton F.C. i sin fødeby, hvor han scorede 47 mål i 71 ligakampe. I marts 1934 skiftede han for en pris på 6,500 britiske pund til London-klubben Arsenal F.C., hvor han tilbragte resten af sin aktive karriere. 
Drake debuterede for Arsenal den 24. marts 1934 i et opgør mod Wolverhampton Wanderers, hvor han også scorede sit første mål for klubben. I sæsonen 1934-35 var han med imponerende 42 mål i 41 kampe en afgørende brik på det Arsenal-hold, der genvandt det engelske mesterskab. De mange mål på én sæson er stadig klubrekord hos The Gunners. Året efter blev han matchvinder i FA Cup-finalen mod Sheffield United, som Arsenal vandt 1-0. I 1938 var han igen med til at blive mester med holdet.
Drake fortsatte sin aktive karriere frem til 1945, men måtte sande at 2. verdenskrig kom i vejen for muligheden for yderligere triumfer. Under krigen var han jagerpilot for Royal Air Force. Han sluttede sin aktive karriere hos Arsenal af med at have scoret 139 mål i 184 kampe. Dette gør ham til klubbens femte-mest scorende spiller gennem historien.

## Landshold
Drake nåede at spille fem kampe og score seks mål for Englands landshold, som han debuterede for den 14. november 1934 i en kamp mod Italien. Han blev kampens matchvinder i en engelsk sejr på 3-2.

## Trænerkarriere
Efter at have afsluttet sin aktive karriere i 1945 forsøgte Drake sig som manager. Hans første klub var Hendon F.C., som han stod i spidsen for et enkelt år. Herefter var han i fem år ansvarshavende hos Reading F.C. inden han i 1952 tog over som manager hos Chelsea F.C., London-rivaler til hans gamle hold Arsenal.
Drake stod i spidsen for Chelsea F.C. de følgende ni sæsoner og var i 1955 med til at føre klubben frem til sit første engelske mesterskab i historien. Sejren var historisk, idet Drake blev den første person nogensinde til at vinde det engelske mesterskab som både spiller og manager.

## Titler

### Titler som spiller
Engelsk Mesterskab
- 1935 og 1938 med Arsenal F.C.

FA Cup
- 1936 med Arsenal F.C.

### Titler som manager
Engelsk Mesterskab
- 1955 med Chelsea F.C.